# Петриченко, Александр Александрович
Александр Александрович Петриченко (25 октября 1937, Смоленск — 21 июля 2013, Москва) — испытатель парашютно-авиационной техники, Заслуженный парашютист-испытатель СССР (1985), Заслуженный мастер спорта СССР (1969), лауреат Государственной премии СССР (1974), полковник (1982).

## Биография
Родился 25 октября 1937 году в городе Смоленске.
В 1955 году окончил среднюю школу № 14 (г. Киров, Калужская область) с серебряной медалью и поступил в Московский авиационный институт.
В 1960 году после окончания института работал конструктором в Научно-исследовательском институте парашютостроения, где занимался разработкой и изготовлением парашютно-десантной техники и снаряжения, проведением научно-исследовательских работ в этой области. В 1963 году возглавлял отдел спортивных парашютов. Участвовал в разработке парашютов и в испытаниях парашютных систем УТ-2, УТ-15, ПА-1 и ЗПА. В 1966 году назначен на должность парашютиста-испытателя НИИ парашютостроения. В 1967 году в составе группы совершил прыжок с парашютом на Памир с приземлением на площадку у пика Коммунизма на высоте 6100 метров, через год, 14 августа 1968 года — у пика Ленина (7100 м), за что был награждён медалью «За отвагу».
В 1969 году присвоено почётное звание Заслуженный мастер спорта СССР.
В июле 1969 года поступает на службу в Советскую Армию на должность старшего инженера по парашютным приборам и автоматам в Научно-технический комитет ВДВ.
В 1974 году Петриченко за участие в разработке и испытаниях новых парашютных систем присуждена Государственная Премия СССР.
26 августа 1975 года — совершил прыжок с парашютом из снижающегося комплекса совместного десантирования (КСД).
С 1981 по 1987 год — член НТК ВДВ.
В 1982 году присвоено воинское звание полковник.
В 1985 году полковнику Петриченко одному из первых в стране было присвоено почётное звание Заслуженный парашютист-испытатель СССР, нагрудный знак № 4.
С 1987 по 1992 год — заместитель председателя НТК ВДВ. Все это время занимался испытаниями парашютов и парашютных систем для ВДВ. Совершал прыжки с Ан-12, Ан-22, Ил-76, Ан-124 и других самолетов.
В 1958, 1961, 1964, 1965 и 1975 г. участвовал в установлении 11 мировых парашютных рекордов, в том числе из стратосферы в 1975 году днем с высоты 15386 м. (свободное падение 14780 м).
Совершил более 6000 прыжков с парашютом.
С сентября 1992 года полковник Петриченко — в запасе.
Проживал в Москве.
Умер 21 июля 2013 года. Похоронен на Троекуровском кладбище города Москвы, участок 25а

## Награды
- Орден Красной Звезды (23.12.1976)
- Орден Почёта (20.02.1991)
- Медаль «За отвагу» (7.07.1969)
- Медаль «За трудовую доблесть» (21.02.1974)
- Памятная медаль ФПС России
- другие медали СССР и РФ

## Почётные звания
- Заслуженный парашютист-испытатель СССР (16.08.1985)
- Заслуженный мастер спорта СССР (1969)
- Мастер спорта СССР международного класса

## Премии
- Государственная Премия СССР (1974)